# Swift’s Epitaph
Swift’s Epitaph (Swifts Grabinschrift) ist ein englisches Gedicht. Es ist eine englische Übersetzung bzw. Nachdichtung des Epitaphs von Jonathan Swift durch den irischen Dichter William Butler Yeats. Seine Grabesinschrift hatte Swift selbst verfasst (auf Latein). Swifts Text ist in der alten Kathedralkirche der St Patrick’s Cathedral in Dublin nahe seiner Grabstätte zu sehen. Yeats’ etwas freie Übersetzung erschien 1933 in seiner Sammlung The Winding Stair and Other Poems.

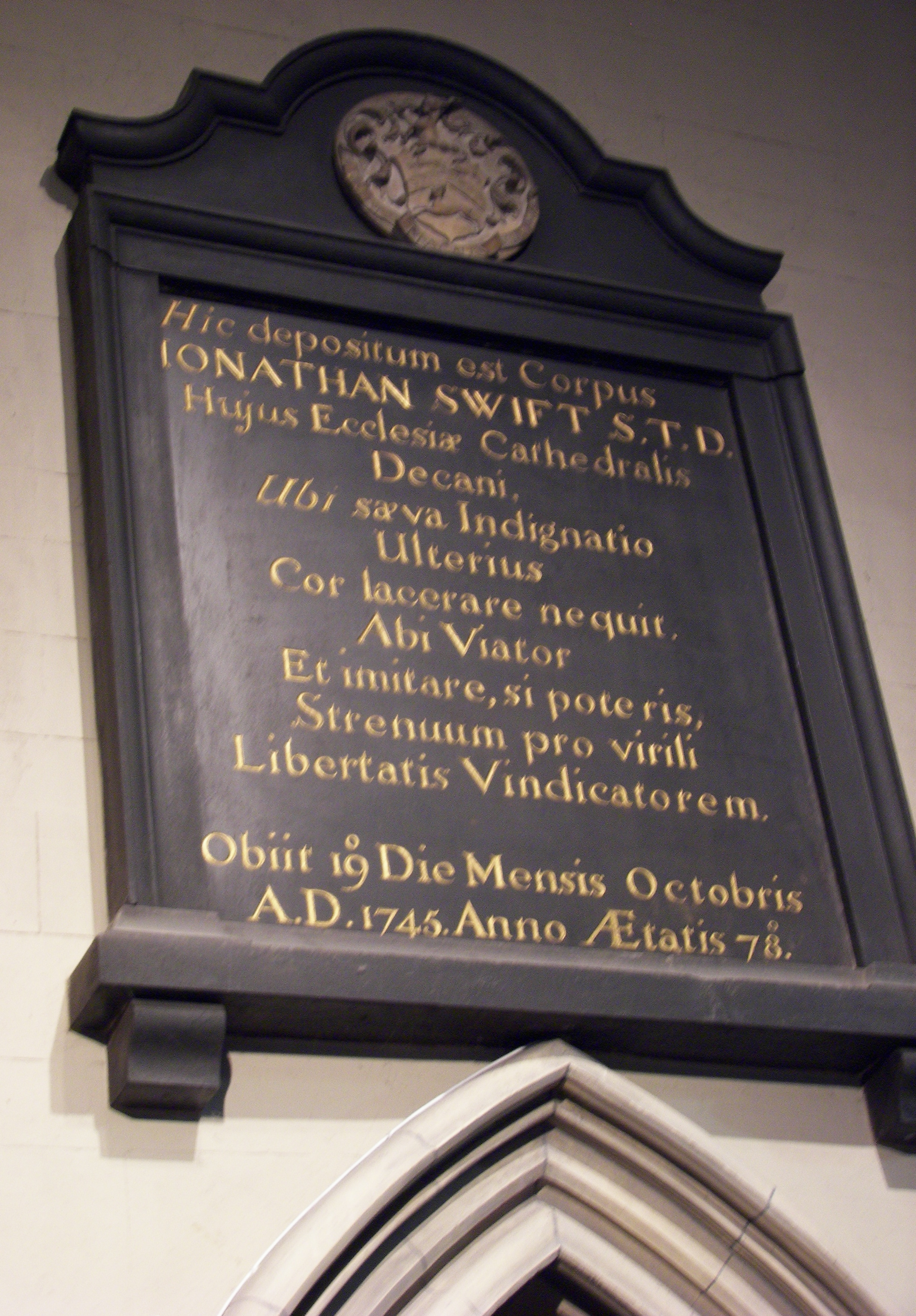
Epitaph in der St Patrick’s Cathedral, Dublin, nahe seiner Grabstätte

## Text

### Grabinschrift (lat./dt. Übersetzung)
| Hic depositum est Corpus IONATHAN SWIFT S.T.D. Hujus Ecclesiæ Cathedralis Decani, Ubi sæva Indignatio Ulterius Cor lacerare nequit. Abi Viator Et imitare, si poteris, Strenuum pro virili Libertatis Vindicatorem. Obiit 19º Die Mensis Octobris A.D. 1745 Anno Ætatis 78º. | Hier liegt der Leichnam von Jonathan Swift, Doktor der heiligen Theologie, Dekan dieser Kathedralkirche, Wo wütende Empörung ihm das Herz nicht mehr zerreißen kann. Geh hinaus, Reisender, und ahme, wenn Du es kannst, den energischen Verteidiger der Freiheit nach. Er starb am 19. Oktober 1745 im 78. Lebensjahr |

### Swift’s Epitaph (Yeats)
W. B. Yeats übersetzte den Text poetisch aus dem Lateinischen mit:
Swift has sailed into his rest;
Savage indignation there
Cannot lacerate his breast.
Imitate him if you dare,
World-besotted traveller; he
Served human liberty.